# Biathlon-NorAm-Cup 2007/08
Der Biathlon-NorAm-Cup 2007/08 wird wie auch schon in den Saisons zuvor als Unterbau zum Biathlon-Weltcup 2007/08 veranstaltet. Die Rennserie wird zum größten Teil von kanadischen und US-amerikanischen Biathleten genutzt. Sie wurde in acht Veranstaltungen mit meist zwei Rennen einschließlich der Nordamerikanische Meisterschaften im Biathlon 2008 durchgeführt.
Anders als die als im Weltcup und dem Biathlon-Europacup sind die Starterfelder vor allem bei den Frauen nicht sehr groß. Vielfach laufen einzelne Athleten nur einzelne Rennen, zum Teil weil sich Athleten und Athletinnen für Rennen in Europa empfohlen haben und dann dort starten, oder aber weil nicht immer alle Spitzenathleten zu den einzelnen Wettkämpfen entsandt wurden. Vor allem der kanadische Verband schickte zu den Rennen in den USA nicht immer die Spitzenläufer, weshalb die Wettbewerbe meist von US-Biathleten dominiert wurden, obwohl die kanadische Mannschaft als stärker einzuschätzen war. Bei den Frauen konnten sich am Ende 43 Biathletinnen platzieren, die Gesamtwertung gewann die US-Amerikanerin Denise Teela, bei den Herren platzierten sich 86 Starter in den Punkten, die Gesamtwertung konnte ebenfalls ein US-Amerikaner, Jesse Downs, für sich entscheiden. Zudem wechselten vor allem junge Starter und Starterinnen häufig zwischen Junioren- und Senioren-Rennen.

## Ergebnisse Männer-Wettbewerbe
| 1. NorAm-Cup in Canmore, 1. Dezember 2007 – 2. Dezember 2007 | 1. NorAm-Cup in Canmore, 1. Dezember 2007 – 2. Dezember 2007 | 1. NorAm-Cup in Canmore, 1. Dezember 2007 – 2. Dezember 2007 | 1. NorAm-Cup in Canmore, 1. Dezember 2007 – 2. Dezember 2007 | 1. NorAm-Cup in Canmore, 1. Dezember 2007 – 2. Dezember 2007 |
| ------------------------------------------------------------ | ------------------------------------------------------------ | ------------------------------------------------------------ | ------------------------------------------------------------ | ------------------------------------------------------------ |
| Datum                                                        | Disziplin                                                    | Erster Platz                                                 | Zweiter Platz                                                | Dritter Platz                                                |
| 1. Dezember 2007 (Sa.)                                       | Sprint (10 km)                                               | Brendan Green                                                | Marc-André Bédard                                            | Yannick Letailleur                                           |
| 2. Dezember 2007 (So.)                                       | Verfolgung (12,5 km)                                         | Brendan Green                                                | David Johns                                                  | Mateusz Stachura                                             |

| 2. NorAm-Cup in West Yellowstone, 7. Dezember 2007 – 8. Dezember 2007 | 2. NorAm-Cup in West Yellowstone, 7. Dezember 2007 – 8. Dezember 2007 | 2. NorAm-Cup in West Yellowstone, 7. Dezember 2007 – 8. Dezember 2007 | 2. NorAm-Cup in West Yellowstone, 7. Dezember 2007 – 8. Dezember 2007 | 2. NorAm-Cup in West Yellowstone, 7. Dezember 2007 – 8. Dezember 2007 |
| --------------------------------------------------------------------- | --------------------------------------------------------------------- | --------------------------------------------------------------------- | --------------------------------------------------------------------- | --------------------------------------------------------------------- |
| Datum                                                                 | Disziplin                                                             | Erster Platz                                                          | Zweiter Platz                                                         | Dritter Platz                                                         |
| 14. Dezember 2007 (Sa.)                                               | Sprint (10 km)                                                        | Yannick Letailleur                                                    | Brendan Green                                                         | David Johns                                                           |
| 20. Dezember 2007 (Sa.)                                               | Verfolgung (12,5 km)                                                  | Yannick Letailleur                                                    | Mateusz Stachura                                                      | Brendan Green                                                         |

| 3. NorAm-Cup in Canmore, 5. Januar 2008 – 6. Januar 2008 | 3. NorAm-Cup in Canmore, 5. Januar 2008 – 6. Januar 2008 | 3. NorAm-Cup in Canmore, 5. Januar 2008 – 6. Januar 2008 | 3. NorAm-Cup in Canmore, 5. Januar 2008 – 6. Januar 2008 | 3. NorAm-Cup in Canmore, 5. Januar 2008 – 6. Januar 2008 |
| -------------------------------------------------------- | -------------------------------------------------------- | -------------------------------------------------------- | -------------------------------------------------------- | -------------------------------------------------------- |
| Datum                                                    | Disziplin                                                | Erster Platz                                             | Zweiter Platz                                            | Dritter Platz                                            |
| 18. Dezember 2008 (Sa.)                                  | Sprint (10 km)                                           | Nathan Smith                                             | Yannick Letailleur                                       | François Leboeuf                                         |
| 20. Dezember 2008 (So.)                                  | Verfolgung (12,5 km)                                     | François Leboeuf                                         | Scott Perras                                             | Jaime Robb                                               |

| 4. NorAm-Cup in Jericho, 8. Februar 2008 – 9. Februar 2008 | 4. NorAm-Cup in Jericho, 8. Februar 2008 – 9. Februar 2008 | 4. NorAm-Cup in Jericho, 8. Februar 2008 – 9. Februar 2008 | 4. NorAm-Cup in Jericho, 8. Februar 2008 – 9. Februar 2008 | 4. NorAm-Cup in Jericho, 8. Februar 2008 – 9. Februar 2008 |
| ---------------------------------------------------------- | ---------------------------------------------------------- | ---------------------------------------------------------- | ---------------------------------------------------------- | ---------------------------------------------------------- |
| Datum                                                      | Disziplin                                                  | Erster Platz                                               | Zweiter Platz                                              | Dritter Platz                                              |
| 3. Januar 2009 (Sa.)                                       | Sprint (10 km)                                             | Marc-André Bédard                                          | Duncan Douglas                                             | Sam Morse                                                  |
| 4. Januar 2009 (So.)                                       | Verfolgung (12,5 km)                                       | Marc-André Bédard                                          | Jason Ray                                                  | Zach Hall                                                  |

| 5. NorAm-Cup in Lake Placid, 16. Januar 2008 – 17. Januar 2008 | 5. NorAm-Cup in Lake Placid, 16. Januar 2008 – 17. Januar 2008 | 5. NorAm-Cup in Lake Placid, 16. Januar 2008 – 17. Januar 2008 | 5. NorAm-Cup in Lake Placid, 16. Januar 2008 – 17. Januar 2008 | 5. NorAm-Cup in Lake Placid, 16. Januar 2008 – 17. Januar 2008 |
| -------------------------------------------------------------- | -------------------------------------------------------------- | -------------------------------------------------------------- | -------------------------------------------------------------- | -------------------------------------------------------------- |
| Datum                                                          | Disziplin                                                      | Erster Platz                                                   | Zweiter Platz                                                  | Dritter Platz                                                  |
| 16. Januar 2009 (Fr.)                                          | Sprint (10 km)                                                 | Duncan Douglas                                                 | Zach Hall                                                      | Sam Morse                                                      |
| 17. Januar 2009 (Sa.)                                          | Massenstart (15 km)                                            | Duncan Douglas                                                 | Sam Morse                                                      | Zach Hall                                                      |

| 6. NorAm-Cup in La Patrie, 23. Februar 2008 – 24. Februar 2008 | 6. NorAm-Cup in La Patrie, 23. Februar 2008 – 24. Februar 2008 | 6. NorAm-Cup in La Patrie, 23. Februar 2008 – 24. Februar 2008 | 6. NorAm-Cup in La Patrie, 23. Februar 2008 – 24. Februar 2008 | 6. NorAm-Cup in La Patrie, 23. Februar 2008 – 24. Februar 2008 |
| -------------------------------------------------------------- | -------------------------------------------------------------- | -------------------------------------------------------------- | -------------------------------------------------------------- | -------------------------------------------------------------- |
| Datum                                                          | Disziplin                                                      | Erster Platz                                                   | Zweiter Platz                                                  | Dritter Platz                                                  |
| 23. Februar 2008 (Do.)                                         | Sprint (10 km)                                                 | Maxime Leboeuf                                                 | Jesse Downs                                                    | Jason Ray                                                      |
| 24. Februar 2008 (Fr.)                                         | Verfolgung (12,5 km)                                           | Maxime Leboeuf                                                 | Jesse Downs                                                    | Sam Morse                                                      |

| 7. NorAm-Cup in Valcartier, 1. März 2008 – 2. März 2008 | 7. NorAm-Cup in Valcartier, 1. März 2008 – 2. März 2008 | 7. NorAm-Cup in Valcartier, 1. März 2008 – 2. März 2008 | 7. NorAm-Cup in Valcartier, 1. März 2008 – 2. März 2008 | 7. NorAm-Cup in Valcartier, 1. März 2008 – 2. März 2008 |
| ------------------------------------------------------- | ------------------------------------------------------- | ------------------------------------------------------- | ------------------------------------------------------- | ------------------------------------------------------- |
| Datum                                                   | Disziplin                                               | Erster Platz                                            | Zweiter Platz                                           | Dritter Platz                                           |
| 1. März 2008 (Fr.)                                      | Sprint (10 km)                                          | Maxime Leboeuf                                          | Zach Hall                                               | Jason Ray                                               |
| 2. März 2008 (Sa.)                                      | Verfolgung (12,5 km)                                    | Maxime Leboeuf                                          | Zach Hall                                               | Jesse Downs                                             |

| NACH in Itasca, 20. März 2008 – 22. März 2008 | NACH in Itasca, 20. März 2008 – 22. März 2008 | NACH in Itasca, 20. März 2008 – 22. März 2008 | NACH in Itasca, 20. März 2008 – 22. März 2008 | NACH in Itasca, 20. März 2008 – 22. März 2008 |
| --------------------------------------------- | --------------------------------------------- | --------------------------------------------- | --------------------------------------------- | --------------------------------------------- |
| Datum                                         | Disziplin                                     | Erster Platz                                  | Zweiter Platz                                 | Dritter Platz                                 |
| 20. März 2008 (Do.)                           | Sprint (10 km)                                | Brendan Green                                 | Walt Shepard                                  | Jesse Downs                                   |
| 21. März 2008 (Fr.)                           | Verfolgung (12,5 km)                          | Walt Shepard                                  | Brendan Green                                 | Zach Hall                                     |
| 22. März 2008 (Fr.)                           | Massenstart (15 km)                           | Brendan Green                                 | Walt Shepard                                  | Duncan Douglas                                |

### Gesamtwertung Männer
| Platz | Sportler           | Land               | Punkte |
| ----- | ------------------ | ------------------ | ------ |
| 1     | Jesse Downs        | Vereinigte Staaten | 640    |
| 2     | Zach Hall          | Vereinigte Staaten | 558    |
| 3     | Sam Morse          | Vereinigte Staaten | 520    |
| 4     | Jason Ray          | Vereinigte Staaten | 501    |
| 5     | Nigel Kinney       | Vereinigte Staaten | 413    |
| 6     | Brendan Green      | Kanada             | 375    |
| 7     | Mateusz Stachura   | Kanada             | 322    |
| 8     | Marc-André Bédard  | Kanada             | 304    |
| 9     | Duncan Douglas     | Vereinigte Staaten | 279    |
| 10    | Yannick Letailleur | Kanada             | 258    |
| 11    | David Johns        | Kanada             | 205    |
| 12    | Maxime Leboeuf     | Kanada             | 200    |
| 13    | Tyler Ludington    | Vereinigte Staaten | 159    |
| 14    | Eli Walker         | Vereinigte Staaten | 148    |
| 15    | Walt Shepard       | Vereinigte Staaten | 142    |
| 16    | Chris Halldorson   | Kanada             | 140    |
| 17    | Brian Olsen        | Vereinigte Staaten | 138    |
| 18    | Jason Hettenbaugh  | Vereinigte Staaten | 120    |
| 19    | Björn Bakken       | Vereinigte Staaten | 104    |
| 20    | Tom Moffett        | Vereinigte Staaten | 98     |
| 21    | François Leboeuf   | Kanada             | 93     |
| 22    | Nathan Smith       | Kanada             | 90     |
| 23    | Ben Frey           | Vereinigte Staaten | 86     |
| 24    | Jaime Robb         | Kanada             | 83     |
| 25    | Grant Weber        | Vereinigte Staaten | 80     |

## Ergebnisse Frauen-Wettbewerbe
| 1. NorAm-Cup in Canmore, 1. Dezember 2007 – 2. Dezember 2007 | 1. NorAm-Cup in Canmore, 1. Dezember 2007 – 2. Dezember 2007 | 1. NorAm-Cup in Canmore, 1. Dezember 2007 – 2. Dezember 2007 | 1. NorAm-Cup in Canmore, 1. Dezember 2007 – 2. Dezember 2007 | 1. NorAm-Cup in Canmore, 1. Dezember 2007 – 2. Dezember 2007 |
| ------------------------------------------------------------ | ------------------------------------------------------------ | ------------------------------------------------------------ | ------------------------------------------------------------ | ------------------------------------------------------------ |
| Datum                                                        | Disziplin                                                    | Erster Platz                                                 | Zweiter Platz                                                | Dritter Platz                                                |
| 1. Dezember 2007 (Sa.)                                       | Sprint (10 km)                                               | Haley Johnson                                                | Sara Studebaker                                              | Denise Teela                                                 |
| 2. Dezember 2007 (So.)                                       | Verfolgung (12,5 km)                                         | Cynthia Clark                                                | Jodi Etcheverry                                              | Claude Godbout                                               |

| 2. NorAm-Cup in West Yellowstone, 7. Dezember 2007 – 8. Dezember 2007 | 2. NorAm-Cup in West Yellowstone, 7. Dezember 2007 – 8. Dezember 2007 | 2. NorAm-Cup in West Yellowstone, 7. Dezember 2007 – 8. Dezember 2007 | 2. NorAm-Cup in West Yellowstone, 7. Dezember 2007 – 8. Dezember 2007 | 2. NorAm-Cup in West Yellowstone, 7. Dezember 2007 – 8. Dezember 2007 |
| --------------------------------------------------------------------- | --------------------------------------------------------------------- | --------------------------------------------------------------------- | --------------------------------------------------------------------- | --------------------------------------------------------------------- |
| Datum                                                                 | Disziplin                                                             | Erster Platz                                                          | Zweiter Platz                                                         | Dritter Platz                                                         |
| 7. Dezember 2007 (Sa.)                                                | Sprint (10 km)                                                        | Claude Godbout                                                        | Laura Spector                                                         | Caitlin Compton                                                       |
| 8. Dezember 2007 (Sa.)                                                | Verfolgung (12,5 km)                                                  | Haley Johnson                                                         | Denise Teela                                                          | Sara Studebaker                                                       |

| 3. NorAm-Cup in Canmore, 5. Januar 2008 – 6. Januar 2008 | 3. NorAm-Cup in Canmore, 5. Januar 2008 – 6. Januar 2008 | 3. NorAm-Cup in Canmore, 5. Januar 2008 – 6. Januar 2008 | 3. NorAm-Cup in Canmore, 5. Januar 2008 – 6. Januar 2008 | 3. NorAm-Cup in Canmore, 5. Januar 2008 – 6. Januar 2008 |
| -------------------------------------------------------- | -------------------------------------------------------- | -------------------------------------------------------- | -------------------------------------------------------- | -------------------------------------------------------- |
| Datum                                                    | Disziplin                                                | Erster Platz                                             | Zweiter Platz                                            | Dritter Platz                                            |
| 18. Dezember 2008 (Fr.)                                  | Sprint (10 km)                                           | Rosanna Crawford                                         | Megan Tandy                                              | Jessica Sedlock                                          |
| 20. Dezember 2008 (Sa.)                                  | Verfolgung (12,5 km)                                     | Megan Tandy                                              | Rosanna Crawford                                         | Denise Teela                                             |

| 4. NorAm-Cup in La Patrie, 23. Februar 2008 – 24. Februar 2008 | 4. NorAm-Cup in La Patrie, 23. Februar 2008 – 24. Februar 2008 | 4. NorAm-Cup in La Patrie, 23. Februar 2008 – 24. Februar 2008 | 4. NorAm-Cup in La Patrie, 23. Februar 2008 – 24. Februar 2008 | 4. NorAm-Cup in La Patrie, 23. Februar 2008 – 24. Februar 2008 |
| -------------------------------------------------------------- | -------------------------------------------------------------- | -------------------------------------------------------------- | -------------------------------------------------------------- | -------------------------------------------------------------- |
| Datum                                                          | Disziplin                                                      | Erster Platz                                                   | Zweiter Platz                                                  | Dritter Platz                                                  |
| 23. Februar 2008 (Sa.)                                         | Sprint (10 km)                                                 | Sara Studebaker                                                | Denise Teela                                                   | Claude Godbout                                                 |
| 24. Februar 2008 (So.)                                         | Verfolgung (12,5 km)                                           | Claude Godbout                                                 | Denise Teela                                                   | Sara Studebaker                                                |

| 5. NorAm-Cup in Lake Placid, 16. Januar 2008 – 17. Januar 2008 | 5. NorAm-Cup in Lake Placid, 16. Januar 2008 – 17. Januar 2008 | 5. NorAm-Cup in Lake Placid, 16. Januar 2008 – 17. Januar 2008 | 5. NorAm-Cup in Lake Placid, 16. Januar 2008 – 17. Januar 2008 | 5. NorAm-Cup in Lake Placid, 16. Januar 2008 – 17. Januar 2008 |
| -------------------------------------------------------------- | -------------------------------------------------------------- | -------------------------------------------------------------- | -------------------------------------------------------------- | -------------------------------------------------------------- |
| Datum                                                          | Disziplin                                                      | Erster Platz                                                   | Zweiter Platz                                                  | Dritter Platz                                                  |
| 16. Januar 2008 (Sa.)                                          | Sprint (7,5 km)                                                | Sara Studebaker                                                | Denise Teela                                                   | BethAnn Chamberlain                                            |
| 17. Januar 2008 (Soa.)                                         | Massenstart (12,5 km)                                          | BethAnn Chamberlain                                            | Denise Teela                                                   | Sara Studebaker                                                |

| 6. NorAm-Cup in La Patrie, 23. Februar 2008 – 24. Februar 2008 | 6. NorAm-Cup in La Patrie, 23. Februar 2008 – 24. Februar 2008 | 6. NorAm-Cup in La Patrie, 23. Februar 2008 – 24. Februar 2008 | 6. NorAm-Cup in La Patrie, 23. Februar 2008 – 24. Februar 2008 | 6. NorAm-Cup in La Patrie, 23. Februar 2008 – 24. Februar 2008 |
| -------------------------------------------------------------- | -------------------------------------------------------------- | -------------------------------------------------------------- | -------------------------------------------------------------- | -------------------------------------------------------------- |
| Datum                                                          | Disziplin                                                      | Erster Platz                                                   | Zweiter Platz                                                  | Dritter Platz                                                  |
| 23. Februar 2008 (Do.)                                         | Sprint (10 km)                                                 | BethAnn Chamberlain                                            | Denise Teela                                                   | –                                                              |
| 24. Februar 2008 (Fr.)                                         | Verfolgung (12,5 km)                                           | Sara Studebaker                                                | Denise Teela                                                   | BethAnn Chamberlain                                            |

| 7. NorAm-Cup in Valcartier, 1. März 2008 – 2. März 2008 | 7. NorAm-Cup in Valcartier, 1. März 2008 – 2. März 2008 | 7. NorAm-Cup in Valcartier, 1. März 2008 – 2. März 2008 | 7. NorAm-Cup in Valcartier, 1. März 2008 – 2. März 2008 | 7. NorAm-Cup in Valcartier, 1. März 2008 – 2. März 2008 |
| ------------------------------------------------------- | ------------------------------------------------------- | ------------------------------------------------------- | ------------------------------------------------------- | ------------------------------------------------------- |
| Datum                                                   | Disziplin                                               | Erster Platz                                            | Zweiter Platz                                           | Dritter Platz                                           |
| 23. Februar 2008 (Do.)                                  | Massenstart (12,5 km)                                   | Denise Teela                                            | Sara Studebaker                                         | Stephanie Lajoie                                        |
| 24. Februar 2008 (Fr.)                                  | Sprint (7,5 km)                                         | Sara Studebaker                                         | Denise Teela                                            | Meagan Toussaint                                        |

| NACH in Itasca, 20. März 2008 – 22. März 2008 | NACH in Itasca, 20. März 2008 – 22. März 2008 | NACH in Itasca, 20. März 2008 – 22. März 2008 | NACH in Itasca, 20. März 2008 – 22. März 2008 | NACH in Itasca, 20. März 2008 – 22. März 2008 |
| --------------------------------------------- | --------------------------------------------- | --------------------------------------------- | --------------------------------------------- | --------------------------------------------- |
| Datum                                         | Disziplin                                     | Erster Platz                                  | Zweiter Platz                                 | Dritter Platz                                 |
| 20. März 2008 (Do.)                           | Sprint (7,5 km)                               | Annelies Cook                                 | Caitlin Compton                               | Ekaterina Vinogradova                         |
| 21. März 2008 (Fr.)                           | Verfolgung (10 km)                            | Ekaterina Vinogradova                         | Caitlin Compton                               | Sara Studebaker                               |
| 22. März 2008 (Fr.)                           | Massenstart (12,5 km)                         | Ekaterina Vinogradova                         | Annelies Cook                                 | Sara Studebaker                               |

### Gesamtwertung Frauen
| Platz | Sportler                | Land               | Punkte |
| ----- | ----------------------- | ------------------ | ------ |
| 1     | Denise Teela            | Vereinigte Staaten | 714    |
| 2     | Sara Studebaker         | Vereinigte Staaten | 614    |
| 3     | BethAnn Chamberlain     | Vereinigte Staaten | 415    |
| 4     | Claude Godbout          | Kanada             | 329    |
| 5     | Caitlin Compton         | Vereinigte Staaten | 241    |
| 6     | Jodi Etcheverry         | Kanada             | 232    |
| 7     | Cynthia Clark           | Kanada             | 212    |
| 8     | Haley Johnson           | Vereinigte Staaten | 180    |
| 9     | Jennifer Wygant         | Vereinigte Staaten | 154    |
| 10    | Ekaterina Vinogradova   | Vereinigte Staaten | 143    |
| 11    | Annelies Cook           | Vereinigte Staaten | 128    |
| 12    | Meagan Toussaint        | Vereinigte Staaten | 123    |
| 13    | Barbara Blanke          | Vereinigte Staaten | 118    |
|       | Melanie Schultz         | Kanada             | 118    |
| 15    | Carolyn Treacy Bramante | Vereinigte Staaten | 117    |
| 16    | Jytte Apel              | Kanada             | 100    |
| 17    | Megan Tandy             | Kanada             | 96     |
|       | Rosanna Crawford        | Kanada             | 96     |
| 19    | Katrina Howe            | Vereinigte Staaten | 98     |
| 20    | Hannah Dreissigacker    | Vereinigte Staaten | 88     |
| 21    | Angela Salvi            | Kanada             | 80     |
| 22    | Jessica Sedlock         | Kanada             | 77     |
| 23    | Joanie Couture          | Kanada             | 71     |
| 24    | Sarah Murphy            | Kanada             | 65     |
| 25    | Patricia Driscoll       | Vereinigte Staaten | 62     |